# Рэкетс на летних Олимпийских играх 1908
Соревнования по рэкетсу на летних Олимпийских играх 1908 прошли с 27 апреля по 1 мая. Участвовали 7 спортсменов из одной страны, которые соревновались за 2 комплекта медалей.

## Медали

### Общий медальный зачёт
(Жирным выделено самое большое количество медалей в своей категории; принимающая страна также выделена)
| Общее количество медалей |                |        |         |        |       |
| Место                    | Страна         | Золото | Серебро | Бронза | Всего |
| 1                        | Великобритания | 2      | 2       | 3      | 7     |

## Медалисты
| Дисциплины       | Золото                                           | Серебро                                     | Бронза                                |
| ---------------- | ------------------------------------------------ | ------------------------------------------- | ------------------------------------- |
| Одиночный разряд | Эван Ноель Великобритания                        | Генри Лиф Великобритания                    | Джон Джейкоб Астор Великобритания     |
| Одиночный разряд | Эван Ноель Великобритания                        | Генри Лиф Великобритания                    | Генри Бругхэм Великобритания          |
| Парный разряд    | Великобритания Вейн Пеннелл · Джон Джейкоб Астор | Великобритания Эдмунд Бьюр · Сесил Браунинг | Великобритания Эван Ноель · Генри Лиф |

## Страны
В соревнованиях по рэкетсу участвовали 7 спортсменов из одной страны:

- Великобритания